# أسو روك
أسو روك (بالإنجليزية: Aso Rock) هو بروز كبير من الصخور الجرانيتية يقع على مشارف أبوجا، عاصمة نيجيريا. يبلغ ارتفاع صخرة أسو 400 متر (1,300 قدم) متراصة بارزة يبلغ ارتفاعها 936 متر (3,071 قدم) فوق مستوى سطح البحر.  إنها واحدة من أبرز معالم مدينة أبوجا. يقع المجمع الرئاسي النيجيري والجمعية الوطنية النيجيرية والمحكمة العليا النيجيرية حوله. يمتد جزء كبير من المدينة إلى الجنوب من الصخر. تعني كلمة «آسو» المنتصر باللغة الأم لمجموعة أسوكورو («شعب النصر») العرقية.
كان آسو روك موقع إعلان آسو روك لعام 2003، الذي أصدره رؤساء حكومات الكومنولث خلال اجتماع مجلس إدارة الكومنولث الذي عقد في أبوجا. وأكدت من جديد مبادئ الكومنولث على النحو المفصل في إعلان هراري، حيث حددت «تعزيز الديمقراطية والتنمية» كأولويات المنظمة.

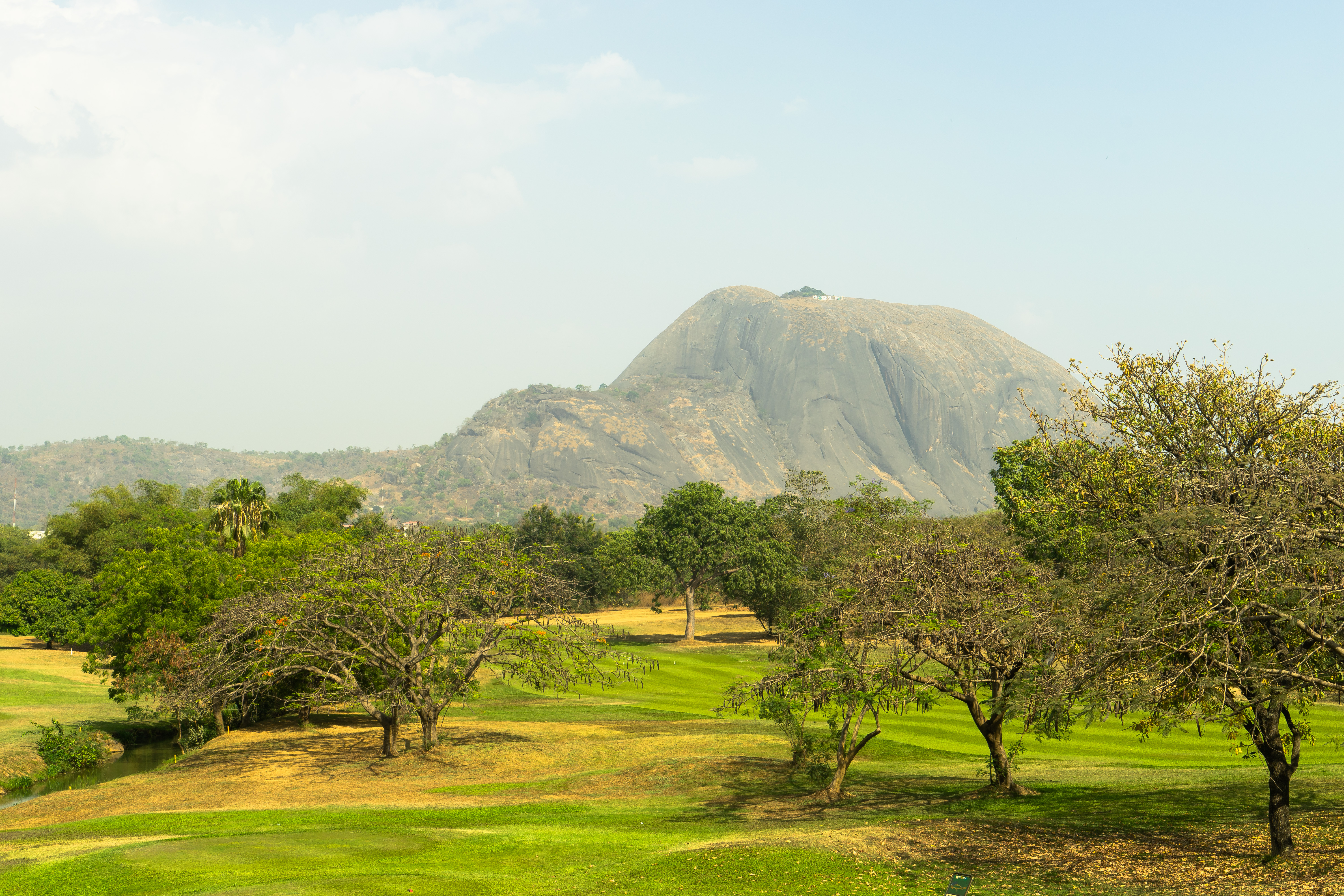
أسو روك، أبوجا.

## أنظر أيضا
- (مستودع الفحم) *

زوما روك